# Thượng Volta thuộc Pháp
Thượng Volta (tiếng Pháp: Haute-Volta) là một thuộc địa của Tây Phi thuộc Pháp được thành lập vào ngày 1 tháng 3 năm 1919, từ các vùng lãnh thổ từng là thuộc địa của Thượng Sénégal và Niger và Bờ Biển Ngà. Thuộc địa bị giải thể vào ngày 5 tháng 9 năm 1932, với các bộ phận được quản lý bởi Côte d'Ivoire, Sudan thuộc Phápư và Thuộc địa Niger.
Sau chiến tranh thế giới thứ hai, vào ngày 4 tháng 9 năm 1947, thuộc địa được hồi sinh như một phần của Liên minh Pháp, với các ranh giới trước đó. Vào ngày 11 tháng 12 năm 1958, nó được tái lập thành Cộng hòa tự trị Thượng Volta trong Cộng đồng Pháp, và hai năm sau vào ngày 5 tháng 8 năm 1960, nó giành được độc lập hoàn toàn. Vào ngày 4 tháng 8 năm 1984, tên được đổi thành Burkina Faso.
Cái tên Thượng Volta chỉ ra rằng quốc gia này chứa phần thượng lưu của sông Volta. Con sông được chia thành ba phần, được gọi là Hắc Volta, Bạch Volta và Hồng Volta.

## Lịch sử
Cho đến thế kỷ XIX, lịch sử thượng Volta đã giúp vương quốc Mossi, rằng nó sẽ được cài đặt sau khi các bên phía bắc Ghana. Trong nhiều thế kỷ, nông dân Mossi vừa là lính vừa là nông dân và người Mossi bảo vệ niềm tin tôn giáo và cấu trúc xã hội của họ trước những nỗ lực của người Hồi giáo từ phía tây bắc để chuyển sang Hồi giáo.
Khi người Pháp đến và tuyên bố khu vực này vào năm 1896, cuộc kháng chiến của người Rêu kết thúc bằng việc chiếm được thủ đô của họ, Ouagadougou.

## Thống đốc thuộc địa

### Trung tướng (1919–1932)
- Édouard Hesling (9 tháng 11 năm 1919–7 tháng 8 năm 1927)
  - Robert Arnaud (7 tháng 8 năm 1927–13 tháng 1 năm 1928), tạm thời
- Albéric Fournier (13 tháng 1 năm 1928–22 tháng 12 năm 1932)
- Gabriel Desc thích (22 tháng 12 năm 1932–31 tháng 12 năm 1932)

### Thống đốc (1947–1958)
- - Gaston Mourgues (6 tháng 9 năm 1947–29 tháng 4 năm 1948), tạm thời
- Albert Mouragues (29 tháng 4 năm 1948–23 tháng 2 năm 1953)
- Salvador Jean Étcheber (23 tháng 2 năm 1953–3 tháng 11 năm 1956)
- Yvon Bourges (3 tháng 11 năm 1956–15 tháng 7 năm 1958)
  - Max Berthet (15 tháng 7 năm 1958–11 tháng 12 năm 1958), tạm thời

### Cao ủy (1958–1960)
- Max Berthet (11 tháng 12 năm 1958–Tháng 2 năm 1959)
- Paul Masson (tháng 2 năm 1959–5 tháng 8 năm 1960)